# Второе бюро имперской армии Ирана
Второе бюро имперской армии Ирана (перс. ‎:رکن دوم; Rokn-e-Dovvom) — военная разведка шахской армии.
Во время правления шаха Мохаммеда Реза Пехлеви агентство военной разведки напрямую подчинялось ему.

## Создание и структура
Второе бюро было одним из четырех основных бюро, действовавших в армии, наряду с Первым бюро, ответственным за человеческие ресурсы, Третьим бюро, ответственным за операции, и Четвертым бюро, ответственным за логистику. Он действовал со времен правления Реза Пехлеви и получал информацию от военных атташе в целевых странах. Основателями службы военной разведки Ирана были французские элитные офицеры, которые перед Второй мировой войной преподавали в Военном университете и Офицерской школе. Они создавали Второе бюро имперской армии по образцу французского «Второго бюро». Позже, в модернизации Второго бюро участвовали британские секретные службы.
После переворота 1953 года, арест и допрос активистов партии «Туде» проводили офицер Второго бюро, но после создания в 1957 году САВАК – слежка и аресты активистов левых организации осуществляли агенты САВАК.
7 сентября 1955 года было создано «Разведывательное бюро штаба имперской армии Ирана».

## Функции
Второе бюро собирало разведывательные данные относительно личного состава армии. Помимо работы в качестве аппарата военной разведки в армии и проведения контрразведывательных операций, Второе бюро отвечало за внутреннюю безопасность и работу по наблюдению с участием военнослужащих, а также гражданских лиц. Операции подразделения были параллельны операциям Шахрбани и Министерства внутренних дел. До военного переворота 1953 года Второе бюро считалось единственной разведывательной службой Ирана.
После создания «Организации разведки и национальной безопасности» (САВАК) у нее были тесные связи с вооруженными силами. Хотя некоторые офицеры армейской разведки были переведены в САВАК, а некоторые одновременно служили в обоих ведомствах, между ними возникало межведомственное соперничество.